# Abat Odó
L'abat Odó, també anomenat Ot segons algunes fonts (? - 1010), fou bisbe de Girona (995-1010) i abat del monestir de Sant Cugat del Vallès (986-1010).

## Biografia
Suposadament de procedència d'alt llinatge aristocràtic, Odó ingressà com a levita en el monestir entorn de l'any 970. L'any 985, la incursió d'al-Mansur fou la causa de la mort de l'abat Joan juntament amb dotze monjos, alguns refugiats a Barcelona i altres al cenobi, que fou destruït i l'arxiu cremat. Passat el perill, el 986, l'abat Odó refeu el monestir i el patrimoni i obtingué una confirmació global dels seus béns del rei franc Lotari i sis anys més tard del papa Silvestre II. El 28 de gener de 995 ja apareix esmentat com a bisbe de Girona i abat.
L'any 1010, Ramon Borrell, comte de Barcelona, i Ermengol I, comte d'Urgell, organitzen un exèrcit de deu mil homes com a represàlia per la destrucció de Barcelona, proclamant que lluitaran per ajudar el califa cordovès Muhammad II contra el seu rival Sulayman al-Mustain. L'abat Odó s'uneix a la plana major de l'exèrcit que es dirigeix cap al sud de la península. L'exèrcit intervé en la guerra, venç l'enemic en la batalla d'Akabat al-Bakra el 2 de juny i la batalla del riu Guadaíra tres setmanes més tard, on és derrotat, entra a Còrdova i com el califa Hixam II no disposava de prou diners per continuar pagant l'exèrcit mercenari català, aquest s'ho va cobrar saquejant la ciutat. El botí fou abundant, com també ho foren les pèrdues: uns tres mil morts, entre els quals el comte Ermengol, i l'abat Odó, qui morí l'1 de setembre a causa de les ferides rebudes en el transcurs de la batalla.
L'abat Odó representa un dels moments més esplendorosos de la història del monestir, sent un dels principals artífex del creixement temporal i espiritual de l'abadia, però també és un dels millors exponents de la tènue distància que separa els afers del món espiritual dels afers del món terrenal.
Odó perviurà en la història del monestir com el gran abat, així ho mostren l'epitafi de la seva lauda sepulcral i les mencions en les necròpolis de l'abadia.
Té dedicat un carrer al districte de Sant Andreu de Barcelona, un a Sant Cugat del Vallès i un a Sabadell.